# Gustav Schwab
Gustav Benjamin Schwab (Stuttgart, 19. lipnja 1792. – Stuttgart, 4. studenog 1850.) bio je njemački književnik, izdavač i pastor, autor brojnih pjesama, putopisa i književnopovijesnih spisa.
Najpoznatije mu je djelo "Najljepše priče klasične starine" (Sagen des klassischen Altertums, 1838. – 1840.), trodijelna zbirka pripovijetki zasnovanih na antičkim pričama, mitovima i legendama. Djelo je prevedeno na brojne strane jezike, a u njemačkim je školama ušlo u obveznu lektiru i postalo najpopularniji izvor priča iz antičkih vremena. Privuklo je pažnju i interes čitatelja zbog životopisnosti i maštovitosti Schwabova pričanja, ali i zbog njegove autentičnosti koja je usprkos autorskoj obradi mitološke građe ostala sačuvana.
Također je priredio zbirku izvornih njemačkih narodnih priča i izreka (Das Buch der schönsten Geschichten und Sagen, 1836. – 1837.).

## Vanjske poveznice
- Gustav Schwab na stranici Projekta Guttenberg (njem.)

### Ostali projekti
|  | Zajednički poslužitelj ima još gradiva o temi Gustav Schwab |